# Кърневци
Кърневци (на македонска литературна норма: Крневци) е бивше село в Община Щип, Северна Македония.

## География
Судик е било разположено на 3 километра североизточно от село Судик, в южното подножие на планината Манговица.

## История
В XIX век Кърневци е малко българско село в Щипска кааза на Османската империя. Според статистиката на Васил Кънчов („Македония. Етнография и статистика“) от 1900 година Креньевци има 54 жители, всички българи християни.
По данни на секретаря на Българската екзархия Димитър Мишев („La Macédoine et sa Population Chrétienne“) в 1905 година в Кърневци (Karnevtzi) има 64 българи екзархисти.
След Междусъюзническата война в 1913 година селото остава в Сърбия.
На етническата си карта от 1927 година Леонард Шулце Йена показва Кърневци (Krnevci) като село с неясен етнически състав.